# Francesco I của Hai Sicilie
Francesco I của Hai Sicilia (tiếng Ý: Francesco Gennaro Giuseppe Saverio Giovanni Battista; 19 tháng 8 năm 1777 – 8 tháng 11 năm 1830) là Vua của Vương quốc Hai Sicilia từ 1825 đến 1830 và nhiếp chính của Vương quốc Sicilia từ 1806 đến 1814. Ông trưởng thành trong giai đoạn mà châu Âu trải qua những cuộc cách mạng, thay triều đổi vị, trong đó quan trọng nhất là Cách mạng Pháp và sự trỗi dậy của Napoleon Bonaparte càn quét khắp châu Âu, trong đó vương quốc và gia tộc của ông cũng không thể nằm ngoài cuộc chiến này. Triều đình của cha ông đã phải chạy khỏi kinh đô Napoli để lưu vong khi quân đội Pháp tràn vào miền Trung Bán đảo Ý, Vương quốc Napoli trên lục địa đã bị chiếm đóng và Hoàng đế Napoleon đã đưa anh trai của mình là Joseph Bonaparte lên ngai vàng của vương quốc này. Sau khi Đệ Nhất Đế chế Pháp của Napoleon xụp đổ, vương triều của cha ông được phục hồi và tiếp tục trải qua các cuộc cách mạng trong nước. Bản thân ông khi đang còn giữ vị trí Thái tử của vương quốc, đã thể hiện một tinh thần tự do mạnh mẽ, tuy nhiên, khi tiếp nhận ngai vàng, ông cũng là một vị vua cai trị bảo thủ như cha mình.
Francesco có 2 đời vợ, người vợ đầu tiên là Nữ đại công tước Maria Clementina của Áo, con gái của Hoàng đế Leopold II của Thánh chế La Mã thuộc Hoàng tộc Habsburg-Lorraine, người vợ thứ hai là Công chúa María Isabella, con gái của vua Carlos IV của Tây Ban Nha. Ông với người vợ đầu chỉ có một cô con gái, đó là Vương nữ Marie-Caroline. Nhưng ông có tận 12 người con với người vợ thứ 2.
Con trưởng của Francesco với người vợ thứ 2 là Vương tử Ferdinando Carlo đã kế vị ngai vàng vào năm 1830. Người con được yêu quý nhất của ông là Vương tử Carlo Ferdinando đã 2 lần được đề cử lên ngai vàng của Hy Lạp và Bỉ, nhưng đều thất bại, cuối cùng bị vua anh Ferdinando II của Hai Sicilie từ mặt vì đã quy phạm quý tiện kết hôn với một thường dân người Anh-Ireland.